# Perles (Aisne)
Perles és un municipi francès situat al departament de l'Aisne i a la regió dels Alts de França. L'any 2007 tenia 84 habitants.

## Demografia

### Població
El 2007 la població de fet de Perles era de 84 persones. Hi havia 26 famílies de les quals 4 eren unipersonals (4 homes vivint sols), 9 parelles sense fills i 13 parelles amb fills.
La població ha evolucionat segons el següent gràfic:
Habitants censats

### Habitatges
El 2007 hi havia 32 habitatges, 28 eren l'habitatge principal de la família, 2 eren segones residències i 2 estaven desocupats. 30 eren cases i 2 eren apartaments. Dels 28 habitatges principals, 16 estaven ocupats pels seus propietaris i 12 estaven llogats i ocupats pels llogaters; 1 tenia una cambra, 1 en tenia tres, 12 en tenien quatre i 14 en tenien cinc o més. 20 habitatges disposaven pel capbaix d'una plaça de pàrquing. A 12 habitatges hi havia un automòbil i a 15 n'hi havia dos o més.

### Piràmide de població
La piràmide de població per edats i sexe el 2009 era:
| Homes | Edats   | Dones |
| ----- | ------- | ----- |
| 0     | 95 o +  | 0     |
| 0     | 90 a 94 | 0     |
| 0     | 85 a 89 | 0     |
| 0     | 80 a 84 | 0     |
| 4     | 75 a 79 | 0     |
| 0     | 70 a 74 | 4     |
| 0     | 65 a 69 | 0     |
| 0     | 60 a 64 | 4     |
| 4     | 55 a 59 | 0     |
| 4     | 50 a 54 | 0     |
| 0     | 45 a 49 | 4     |
| 0     | 40 a 44 | 0     |
| 8     | 35 a 39 | 8     |
| 4     | 30 a 34 | 0     |
| 0     | 25 a 29 | 0     |
| 0     | 20 a 24 | 8     |
| 4     | 15 a 19 | 0     |
| 4     | 10 a 14 | 0     |
| 0     | 5 a 9   | 4     |
| 0     | 0 a 4   | 0     |

## Economia
El 2007 la població en edat de treballar era de 45 persones, 37 eren actives i 8 eren inactives. De les 37 persones actives 33 estaven ocupades (17 homes i 16 dones) i 4 estaven aturades (1 home i 3 dones). De les 8 persones inactives 1 estava jubilada, 4 estaven estudiant i 3 estaven classificades com a «altres inactius».
Activitats econòmiques
Dels 5 establiments que hi havia el 2007, 1 era d'una empresa extractiva, 2 d'empreses de comerç i reparació d'automòbils, 1 d'una empresa d'hostatgeria i restauració i 1 d'una empresa immobiliària.
L'any 2000 a Perles hi havia 3 explotacions agrícoles que ocupaven un total de 387 hectàrees.

## Poblacions més properes
El següent diagrama mostra les poblacions més properes.